# دلم برات تنگ شده (ترانه کلین بندیت)
«دلم برات تنگ شده» (به انگلیسی: I Miss You) تک‌آهنگی از گروه موسیقی الکتروپاپ کلین بندیت با همراهی آوازهای خواننده و ترانه‌نویس آمریکایی جولیا مایکلز است. این ترانه در ۲۷ اکتبر ۲۰۱۷ به‌عنوان چهارمین تک‌آهنگ از آلبوم استودیویی گروه توسط آتلانتیک رکوردز منتشر شد.
این تک‌آهنگ در چارت‌های اسرائیل، هلند و کرواسی در رتبه اول و در چارت‌های، والونیا، اسکاتلند، فلاندرز و بریتانیا جزو ده ترانه اول قرار گرفت.